# Condado de Garfield (Nebraska)
El condado de Garfield (en inglés: Garfield County), fundado en 1884, es un condado del estado estadounidense de Nebraska. En el año 2000 tenía una población de 1.902 habitantes con una densidad de población de una persona por km². La sede del condado es Burwell.

## Geografía
Según la oficina del censo el condado tiene una superficie total de 1479 km² (571 mi²), de los que 1476 km² (569,9 mi²) son tierra y 3 km² (1,2 mi²) (0,23%) son agua.

## Condados adyacentes
- Condado de Wheeler - este
- Condado de Valley - sur
- Condado de Loup - oeste
- Condado de Holt - norte

## Demografía
Según el censo del 2000 la renta per cápita media de los habitantes del condado era de 27.407 dólares y el ingreso medio de una familia era de 34.762 dólares. En el año 2000 los hombres tenían unos ingresos anuales 24.563 dólares frente a los 16.146 dólares que percibían las mujeres. El ingreso por habitante era de 14.368 dólares y alrededor de un 12.60% de la población estaba bajo el umbral de pobreza nacional.

## Ciudades y pueblos
- Burwell
- Deverre
- Gables